# Huawei Ascend P6

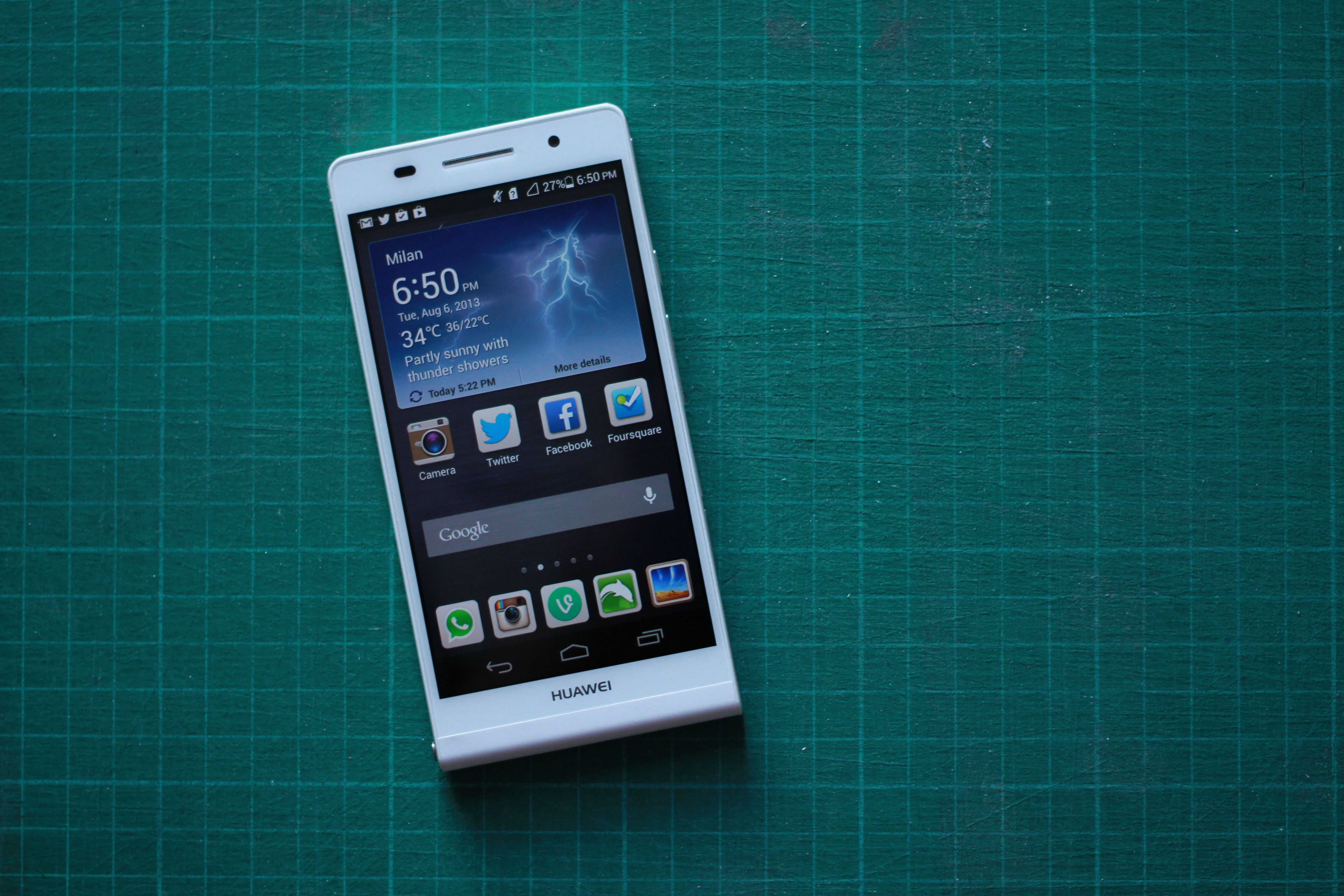
Huawei Ascend P6

De Huawei Ascend P6 is een smartphone ontworpen en op de markt gebracht door Huawei.
Op 18 juni 2013 werd de Ascend P6 door Huawei geïntroduceerd. De Ascend P6 heeft een Quad core chip en een 8 megapixelcamera. De Ascend P6 is in het zwart met een geborsteld metalen achterkant en in het roze en wit met een plastic achterkant verkrijgbaar en heeft 8 GB aan uitbreidbaar geheugen.

## Functies
De Ascend P6 werd aangekondigd op 18 juni 2013. De Ascend P6 is verkrijgbaar in de kleuren zwart, wit en roze, wordt geleverd met Android 4.2.2 en is verkrijgbaar als 8GB model. De Ascend P6 bevat een 1,5 GHz Quad core processor, een 8 megapixel achterkant-camera en een 5 megapixel "selfiecamera". De smartphone is slechts 6,18 mm dik en is daarmee de dunste smartphone op de Nederlandse markt.

## Specificaties
| Scherm            | Beelddiagonaal van 4,7" (11,9 cm), resolutie van 1280 bij 720 pixels. Scherm gebruikt een multitouch-touchscreentechnologie.               |
| Grootte           | 132,65 x 65,5 x 6,18 mm |
| Gewicht           | 120 gram |
| Besturingssysteem | Android 4.2.2 (voorgeïnstalleerd) |
| Verbindingen      | Met de computer via een micro-USB, wifi, Bluetooth 3.0                                                                                     |
| Capaciteit        | 8 GB intern, uitbreidbare opslag. |
| Batterij          | Ingebouwd herlaadbare lithium-ionbatterij met een capaciteit van 2000 mAh.                                                                 |
| Camera            | Achterkant: 8,0 megapixel, foto (tot 3264 x 2448 pixels) en video (1080p), videostabilisatie en flits. Voorkant: 5 MP foto's, 720p video's |
| Kleur             | Zwart met geborsteld metalen achterkant en wit en roze met plastic achterkant.                                                             |